# Gymnogramma sciatraphis
Gymnogramma sciatraphis là một loài dương xỉ trong họ Pteridaceae. Loài này được Donn.Sm. mô tả khoa học đầu tiên năm 1894.
Danh pháp khoa học của loài này chưa được làm sáng tỏ. 